# Apendice testicular
Apendicele testicular (Hidatida sesilă Morgagni) este un organ rudimentar embrionar, amplasata la extremitatea superioară a testiculului, fiind atașat de tunica vaginală. Este prezent la aproximativ 80-90% din testicule, adesea pedunculat (în 90% din cazuri).

## Structură
Apendicele testicular are o formă sferică și are dimensiuni de la 1–2 mm până la 1 cm. Este alcătuit din țesut conjunctiv fibros care înconjoară un ax vascular sanguin, acoperit de epiteliu columnar.

## Funcție
Funcțiile apendicelor testiculare sunt controversate. Se consideră că apendicele testicular ar avea un rol în procesul de coborâre a testiculelor în scrot în perioada dezvoltării intrauterine. Există o ipoteză că epiteliu de suprafață, vasele capilare subepiteliale și vasele limfatice ale apendicelor testiculare formează o unitate funcțională care poate fi responsabilă de reglarea cantității lichidului seros în spațiul dintre testicul și tunica vaginală.

## Omologie
Apendice testicular este un organ omolog, având aceiași origine embrionară, cu trompele uterine feminine.

## Malformații
- Torsiunea de hidatida Morgagni.[6]